# Max Kuna

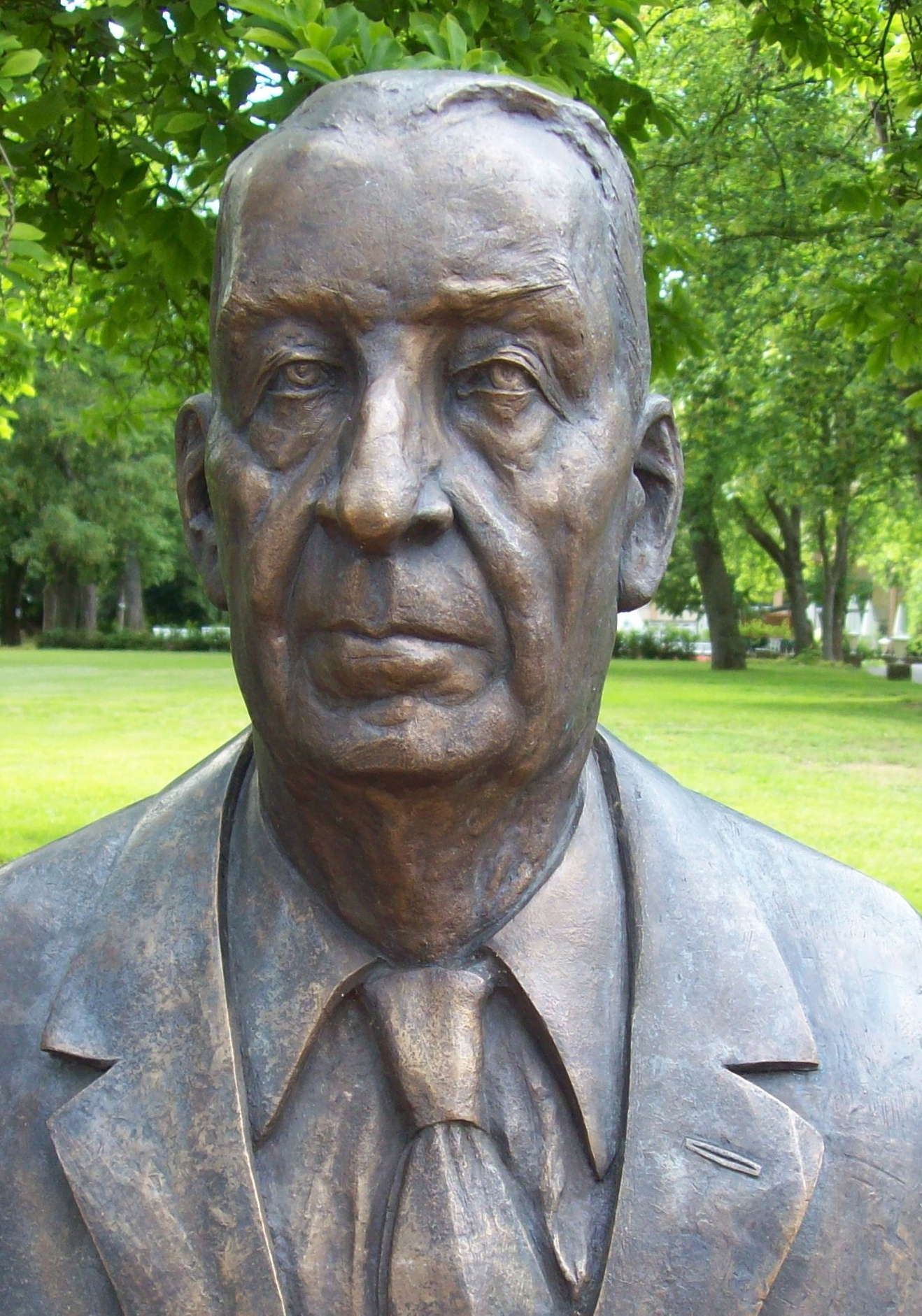
Max Kuna

Max Kuna (* 23. Februar 1901 in Berlin; † 5. Dezember 1989 in Bad Kreuznach) war ein deutscher Hersteller von Naturkosmetik.

## Leben
Kuna kam nach dem Zweiten Weltkrieg mit seiner Frau Herta aus Ostpreußen nach Bad Münster am Stein-Ebernburg. Er war dort Prokurist des Unternehmens Aok gewesen. Nach dem Tod des Firmeninhabers Wilhelm Anhalt jun. 1951 führte Kuna den Betrieb weiter, bis er ihn 1973 an die Heyden GmbH verkaufte.
1988 stiftete er die Stiftung Rheingrafenstein Max und Herta Kuna. Er erhielt am 11. Januar 1971 das  Bundesverdienstkreuz 1. Klasse. Er wurde zum Ehrenbürger der Stadt Bad Münster am Stein-Ebernburg ernannt. Ein Park am Ufer der Nahe in Bad Münster wurde nach ihm benannt.
Am 5. Dezember 2009 wurde anlässlich des 20. Todestages im Kurpark von Bad Münster eine Bronzebüste der Dresdener Künstlerin Kornelia Thümmel enthüllt.